# Fujiwo Ishimoto
Fujiwo Ishimoto (Tobe, 10 maart 1941) is een Japans-Fins keramiek- en textielvormgever.
Ishimoto groeide op in de prefectuur Ehime en werd opgeleid als graficus aan de Tokyo University of the Arts tussen 1960 en 1964. Na zijn studie werkte hij in marketing- en grafisch ontwerpfuncties voor een textielbedrijf, evenals in het interieurontwerp en de bewegwijzering van kimonowinkels. Hij vestigde zich in 1970 in Finland en begon zijn carrière bij het bedrijf Décembre, dat tassen maakte voor Marimekko. Vier jaar later werd hij aangenomen als ontwerper bij Marimekko, waar hij werkte tot 2006 en meer dan 300 textielprints produceerde, vaak geïnspireerd door de natuur. Zijn allereerste patroon, Kuja uit 1976, was gebaseerd op de muurschilderingen van een klein Pools dorp. 
Sinds 1989 werkt hij ook met keramiek op de kunstafdeling van Arabia, waar hij het Illusia servies decoreerde, ontworpen door Heikki Orvola voor de 125e verjaardag van het bedrijf.
Ishimoto's werk is vertegenwoordigd in het Röhsska Museum in Göteborg, het Design Museum in Helsinki, het Cooper-Hewitt Museum in New York en het Art Institute of Chicago.

## Awards en onderscheidingen
- 1994 - Kaj Franck Prijs
- 1997 - Cultuurprijs van de stad Helsinki
- 2010 - Pro Finlandia